# 센트럴베드퍼드셔

센트럴베드퍼드셔의 위치

센트럴베드퍼드셔(영어: Central Bedfordshire)는 잉글랜드 베드퍼드셔주에 위치한 단일 자치구로 중심 도시는 칙샌즈이며 면적은 715.7km2, 인구는 269,076명(2014년 기준)이다. 2009년 4월 1일에 신설되었다.